# Paul McGillion
 (juin 2014).
Paul McGillion, né le 5 janvier 1969 à Paisley (Écosse), est un acteur écossais et canadien. Il est notamment connu pour son rôle dans la série Stargate Atlantis, où il incarne le Docteur Carson Beckett.

## Biographie
Paul McGillion est né le 5 janvier 1969 à Paisley, en Écosse, mais a grandi au Canada.
En 1997, il interprète Ernest Littlefield dans Stargate SG-1, le premier homme à avoir traversé la porte des étoiles depuis sa découverte. Mais c'est en 2004 que les fans de la série le retrouveront dans le rôle du docteur écossais Carson Beckett, dans la série dérivée Stargate Atlantis. Ce rôle le consacre mondialement et l'engouement des fans est tel que son personnage obtient le statut de personnage principal à partir de la deuxième saison. La mort de son personnage dans l'épisode 17 de la troisième saison de la série a provoqué des réactions chez les fans et le producteur a donc décidé de le faire revenir pour 2 épisodes dans la saison 4 : The Kindred 1/2 et 2/2. Il reviendra aussi dans la saison 5, pour 5 épisodes.
On notera plusieurs apparitions dans diverses séries à succès, notamment en 1996 dans l'épisode 9 de la saison 2 de Sliders : Les Mondes parallèles, en 1999 dans VIPER (S04E12 Une Nuit d'enfer), en compagnie d'Eric Breker (le Colonel Reynolds dans SG-1), et en 2003 dans l'épisode 12 de la saison 2 de Smallville.
En 2007, il joue dans le film Mon beauf, ma sœur et moi de David Hewlett, avec plusieurs autres acteurs de la franchise Stargate. Il y interprète Ryan, le fiancé, une star de série de science-fiction.
En 2009, il interprète le rôle de Laurens Parker dans la série V. Il apparaît dans la série Sanctuary, aux côtés d'Amanda Tapping (fin de la saison 2 et début de la saison 3 - Episodes " Le Culte de Kali ") et dans l'épisode 5 de la saison 5 de Supernatural. Il joue également un rôle dans l'avant-dernier épisode de la saison 7 de la série 24 Heures chrono, où il interprète le rôle du docteur Levinson, médecin aux ordres de Tony Almeida devant récupérer l'agent pathogène dans le corps de Jack.
En 2011, il obtient le rôle de Pete Rowling, le père de J.K. Rowling, dans le téléfilm J.K. Rowling : La Magie des mots (Magic Beyond Words: The J.K. Rowling Story), retraçant la vie de l'auteur de la Saga Harry Potter.
En 2012, il apparaît dans l'épisode 1 de la saison 1 d'Alcatraz, ainsi que dans les épisodes 17 de la saison 1 et 9 de la saison 2 de la série Once Upon a Time, où il joue le roi de cœur. Enfin, il apparaît dans l'épisode 3 de la saison 5 de Fringe.
En 2019, il apparaît dans un épisode de la saison 3 de la série Good Doctor, où il joue le mari d'une patiente mourante.

## Filmographie
Films et téléfilms
| Année | Titre                                                                         | Rôle                          |
| ----- | ----------------------------------------------------------------------------- | ----------------------------- |
| 1995  | The Final Goal                                                                | Jeff Conway                   |
| 1995  | Crying Freeman                                                                | Détective Andrews             |
| 1996  | Have You Seen My Son                                                          | Mr. McQuinn                   |
| 1996  | Victime du Silence (She Woke Up Pregnant)                                     | Marshall                      |
| 1997  | Au-delà des rêves (NightScream)                                               | Adjoint Nance                 |
| 1998  | Saving Grace                                                                  | Gene                          |
| 1998  | Sploosh                                                                       | Angus                         |
| 1999  | Destins de Femmes (A Cooler Climate)                                          | Jeune Policier                |
| 1999  | Something More                                                                | Andrew                        |
| 2000  | Skullduggery                                                                  | Marlon Carlson                |
| 2000  | Dangerous Attraction                                                          | Phillip Broger                |
| 2000  | My 5 Wives                                                                    | Paul le serveur /Danny        |
| 2001  | Le Crash du vol 323 (NTSB: The Crash of Flight 323)                           | Joe                           |
| 2001  | Intime Trahison (Love and Treason)                                            | Richard Keith                 |
| 2001  | Replicant                                                                     | Hal (capitaine de police)     |
| 2002  | Lonesome Joe                                                                  | Employé de café               |
| 2003  | Ivresse et Conséquences (A Guy Thing)                                         | Curt                          |
| 2003  | See Grace Fly                                                                 | Dominic McKinley              |
| 2003  | Thanksgiving Family Reunion                                                   | Sheriff Kirkland              |
| 2004  | Romeo!                                                                        | Le Directeur                  |
| 2004  | Jack                                                                          | Bob                           |
| 2005  | The Deal                                                                      | Richard Kester                |
| 2006  | Ma Fille En Danger (Engaged to Kill)                                          | Lester Denton                 |
| 2006  | Mon beauf, ma sœur et moi (A Dog's Breakfast)                                 | Ryan / Colt / Détective Morse |
| 2008  | La Terreur du Loch Ness (Beyond Loch Ness)                                    | Michael Marshall              |
| 2008  | Mom, Dad and Her                                                              | Ben                           |
| 2009  | Star Trek                                                                     | Un Officier                   |
| 2010  | The Traveler: Le Justicier des Ténèbres                                       | Adjoint Jerry Pine            |
| 2010  | Intime conviction (Confined)                                                  | Inspecteur Chris Cornell      |
| 2010  | Au Bénéfice du Doute (A Trace Of Danger)                                      | Mike                          |
| 2011  | Metal Monster (Iron Invader)                                                  | Sheriff                       |
| 2011  | L'ange de Noel (Christmas Magic)                                              | Scott Walker                  |
| 2011  | J.K. Rowling : La Magie des mots (Magic Beyond Words: The J.K. Rowling Story) | Pete Rowling                  |
| 2011  | Finding A Family                                                              | Jim Bante                     |
| 2012  | Witchslayer Gretl                                                             | Hansel                        |
| 2013  | Yellowhead                                                                    | Inspecteur                    |
| 2014  | Loin des yeux, loin du Cœur (Far from Home)                                   | Graham Westlake               |
| 2015  | À la poursuite de demain (Tomorrowland)                                       | Professeur d'anglais          |
| 2015  | The Marine 4 : Moving Target                                                  | Détective Redman              |
| 2015  | Le Visage de mon passé (Reluctant Witness)                                    | Jimmy Mintz / Warren Mintz    |
| 2015  | Mon Ange de Glace (Ice Sculpture Christmas)                                   | Frank Shaw                    |
| 2016  | Revenger (The Assignment)                                                     | Paul Wincott                  |
| 2016  | Le Destin au bout du fil (Twist of Fate)                                      | Larry Meyers                  |
| 2016  | Hello Destroyer                                                               | Ron Burr                      |
| 2017  | Death Note                                                                    | Principal                     |
| 2017  | Danse ton rêve (Heartbeats)                                                   | Richard Andrews               |
| 2017  | Bigger Fatter Liar                                                            | Tom Shepherd                  |
| 2018  | Skyscraper                                                                    | Commandant de police          |
| 2018  | A la maison pour Noel (Time for Me to Come Home for Christmas)                | Lionel                        |
| 2021  | Peggy Sue Thomas, la scandaleuse (Circle of Deception)                        | Russell Douglas               |
| 2021  | Le Noel surprise d'Emily (An Unexpected Christmas)                            | Tom                           |

Séries / Séries télévisées
| Année       | Titre                                        | Rôle                       | Episode(s)                                         |
| ----------- | -------------------------------------------- | -------------------------- | -------------------------------------------------- |
| 1994        | L'As de la Crime (The Commish)               | Officier Lee Burnett       | Saison 4, épisode 10 : Ghost                       |
| 1996        | Sliders, les mondes parallèles               | Copilote                   |                                                    |
| 1997        | X-Files                                      | Fred Neiman                | Saison 4, épisode 20 : La Queue du diable          |
| 1997        | Stargate SG-1                                | Ernest Littlefield (jeune) | Saison 1, épisode 11 : Le Supplice de Tantale      |
| 1999        | The Sentinel                                 | Boz Tate                   | Saison 3, épisode 18 : Tout recommencer            |
| 1999        | Mercy Point                                  | Soldat Bane                |                                                    |
| 1999        | First Wave                                   | Raphael                    |                                                    |
| 1999        | Viper                                        | John Kane                  | Saison 4, épisode 12 : Une Nuit d'Enfer            |
| 2000        | Seven Days                                   | Brandon                    | Saison 2, épisode 22 : Playmates and Presidents    |
| 2000        | Cœurs rebelles (Higher Ground)               |                            |                                                    |
| 2001        | Da Vinci's Inquest                           | Constable Kozak            |                                                    |
| 2002        | Just Cause                                   | Earl Wenk                  |                                                    |
| 2003        | Smallville                                   |                            | Saison 2, épisode 12 : Insurgence                  |
| 2003        | The Twilight Zone                            | George                     | Episode : It's Still a Good Life                   |
| 2003        | Jake 2.0                                     | Earl Wenk                  |                                                    |
| 2004        | Cold Squad, brigade spéciale                 |                            | 4 épisodes                                         |
| 2004 - 2009 | Stargate Atlantis                            | Carson Beckett             |                                                    |
| 2007 - 2010 | Sanctuary                                    | Terrance Wexford           | 5 épisodes                                         |
| 2009        | 24 heures Chrono                             | Levinson                   | Saison 7, épisode 23 : Jour 7 : 06:00 - 07:00      |
| 2009        | Supernatural                                 | Jim Grossman               | Saison 5, épisode 5 : Fallen Idols                 |
| 2010        | V                                            | Lawrence Parker            | Saison 1, épisode 11 : Le Temps des doutes         |
| 2012        | Endgame                                      | Sebastian Wilks            | Saison 1, épisode 13 : Voix d'outre-tombe          |
| 2012        | Fringe                                       | Edwin Massey               | Saison 5, épisode 3 : L'archiviste                 |
| 2013        | Once Upon a Time                             | Le Valet de Cœur           | 2 épisodes                                         |
| 2013        | Cult                                         | Glen Nash                  | Saison 5, épisode 10 : La prophétie de St.Clare    |
| 2015        | Supernatural                                 | Peter Harper               | Saison 10, épisode 11 : There's No Place Like Home |
| 2015        | The Whispers                                 | Paul Wheeler               | Saison 1, épisode 4 : X : le repère                |
| 2015        | Le Cœur à ses raisons (When Calls the Heart) | Floyd Conklin              | Saison 2, épisode 3 : Heart and Soul               |
| 2018        | Flash                                        | Earl Cox                   | 3 épisodes                                         |
| 2018        | Frontier                                     | Commandant Vinnicombe      | 3 épisodes                                         |
| 2018        | The Bletchley Circle: San Francisco          | Howard Williams            | Saison 1, épisodes 3 et 4                          |
| 2019        | Good Doctor                                  | Leo Adan                   | Saison 3, épisode 8 : Moonshot                     |
| 2021        | Toujours là pour toi (Firefly Lane)          | Bud                        | 6 épisodes                                         |
| 2022 - 2023 | Associées pour la loi (Family Law)           | Chip Crombie               |                                                    |
| 2023        | Fargo                                        | Capitaine Muscavage        | Saison 5                                           |